# Malgaceros
Malgaceros is een geslacht van hooiwagens uit de familie Samoidae.
De wetenschappelijke naam Malgaceros is voor het eerst geldig gepubliceerd door Lawrence in 1959. 

## Soorten
Malgaceros is monotypisch en omvat slechts de volgende soort:
- Malgaceros boviceps